# 冻原尤卡吉尔语
冻原尤卡吉尔语，又称北尤卡吉尔语，是尤卡吉尔语系中现存的两门语言之一。它最后通行于因迪吉爾卡河下游到科雷馬河下游流域之间的冻原地带，在很久以前曾通行于西至勒拿河流域更广阔的区域。

## 分类及语法特征
尤卡吉尔语系与其它语系的关系不是太清楚，尽管有人认为它们与乌拉尔语系有一点关系，并组成一个假定的乌拉尔-尤卡吉尔语系。
冻原尤卡吉尔语和科雷马尤卡吉尔语是曾经在西伯利亚东北部占优势地位语系之一的两门幸存语言，该语系曾覆盖从东边阿纳德尔河到西边勒拿河的区域。根据早期文献记载，可以推论出曾经有一个尤卡吉尔方言连续体，而现今冻原尤卡吉尔语和科雷马尤卡吉尔语分属这个连续体的两端。
冻原尤卡吉尔语和科雷马尤卡吉尔语并不能互通。冻原尤卡吉尔语有残余的元音和谐及一套复杂的辅音语音系统和丰富的粘着语法构词，且有严格的中心词后置现象。

## 范例
冻原尤卡吉尔语《世界人权宣言》第一条：
对应的汉语翻译：
人人生而自由，在尊严和权利上一律平等。他们赋有理性和良心，并应以兄弟关系的精神相对待。